# هونغ سانغ سو
هونغ سانغ سو (هانغل: 홍상수) مخرج وكاتب سيناريو كوري جنوبي. وهو مخرج أفلام غزير الإنتاج، ومعروف بأفلامه البطيئة الوتيرة حول الحب والمعضلات اليومية في كوريا الجنوبية المعاصرة.

## النشأة
يمتلك والدا هونغ شركة إنتاج الأفلام سينتيل سول. أجرى هونغ امتحان القبول ودخل قسم المسرح في جامعة تشونغ أنغ. ثم درس في الولايات المتحدة حيث حصل على درجة البكالوريوس من كلية كاليفورنيا للفنون والحرف والماجستير من معهد شيكاغو للفنون.

## مسيرته المهنية
ظهر هونغ لأول مرة في الإخراج عام 1996 مع فيلم The Day a Pig Fell into the Well. وفيلمه "المرأة هي مستقبل الرجل" كان أول فيلم له يُعرض في المسابقة الرئيسية في مهرجان كان السينمائي عام 2004.
عُرضت أفلام هونغ أيضًا في المسابقة الرئيسية لمهرجان برلين السينمائي الدولي، ومهرجان البندقية السينمائي، ومهرجان لوكارنو السينمائي. كما يتم عرضها بانتظام في المهرجانات غير التنافسية، مثل مهرجان نيويورك السينمائي ومهرجان تورونتو السينمائي الدولي.
حصل هونغ على جائزة Prix Un في مهرجان كان السينمائي 2010 عن فيلمه Hahaha. في عام 2013، فاز بجائزة الفهد الفضي لأفضل مخرج عن فيلمه Our Sunhi، وفي عام 2015، حصل على جائزة الفهد الذهبي عن فيلم Right Now، Wrongthen، وكلاهما في مهرجان لوكارنو السينمائي. ومؤخرًا، فاز فيلمه The Woman Who Ran لعام 2020 بجائزة الدب الفضي لأفضل مخرج في مهرجان برلين السينمائي الدولي الدورة السبعين، وفازت فيلمه Introduction بجائزة الدب الفضي لأفضل سيناريو، وفاز فيلمه The Novelist's Film بالجائزة الفضية. جائزة الدب الكبرى للجنة التحكيم في مهرجان برلين السينمائي الدولي الثاني والسبعين.

## نمط الأفلام
غالبًا ما تعالج أفلام هونغ موضوعات الواقعية المحلية، حيث تدور أحداث العديد من المشاهد في الشوارع السكنية والمقاهي والفنادق والمدارس وفي سلالم المباني السكنية. شوهدت شخصيات الفيلم وهي تتجول في المدينة وتشرب السوجو وتمارس الجنس. الشخصيات الرئيسية غالبًا ما تكون مخرجي أفلام أو ممثلين، وتتكون المشاهد عادةً من لقطة واحدة، غالبًا ما تبدأ وتنتهي بتكبير الكاميرا. متوسط ميزانيات أفلامه حوالي 100 ألف دولار.
غالبًا ما يكون هونغ عفويًا عند التصوير، حيث يقدم مشهد اليوم في صباح يوم التصوير ويغير القصة أثناء التصوير. نادرًا ما يقوم بإعداد النصوص مسبقًا. بدلاً من ذلك، يبدأ هونغ بمبادئ توجيهية أساسية ويكتب مشاهده في صباح يوم التصوير، مع إجراء التغييرات على مدار اليوم. يبدأ يوم التصوير في الساعة الرابعة صباحًا عندما يبدأ في كتابة الحوار الخاص بتصوير ذلك اليوم. يطور هونغ أيضًا علاقات وثيقة مع الممثلين بشأن الكحول والسجائر ويصور أحيانًا المشاهد بينما يكون الممثلون في حالة سكر.
تمت مقارنة أسلوب هونغ بأسلوب إيريك رومر، حيث جادل البعض بأن بعض أفلامه تلمح عمدًا إلى أسلوب رومر. [14]

## الحياة الشخصية

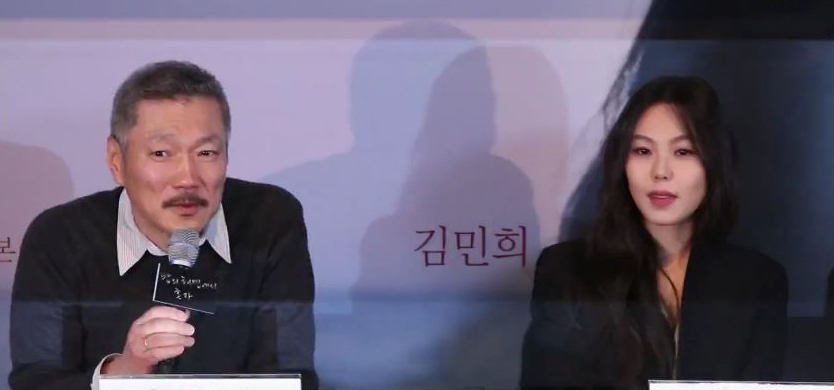
اعترف هونغ وكيم مين هي بعلاقتهما الغرامية في مؤتمر صحفي في سيول في آذار/مارس 2017.

في عام 2016، ورد أن هونغ كان على علاقة خارج نطاق الزواج مع الممثلة كيم مين هي، التي ظهرت في فيلمه لعام 2015 Right Now, Wrong Then. اعترف هونغ بالقضية في آذار/مارس 2017، في العرض الأول لفيلم وحيدة على الشاطئ ليلا في سول. وتقدم بطلب الطلاق من زوجته في كانون الأول/ديسمبر 2016، لكن المحكمة رفضت طلبه في حزيران/يونيو 2019، وأصرت على أن الطرف المتضرر فقط، زوجة هونغ، يمكنها بدء الانفصال القانوني.
وفي عام 2025 أعلن عن حمل كيم مين هي خارج إطار الزواج من هونغ سانغ سو، وقد انتقلا سويًا بعد إعلان علاقتهما إلى العيش في فرنسا ولكنها مع أخبار حملها عادت إلى كوريا وانتقل معها المخرج في منزل جديد بجوار والديها. ووفقًا للقانون الكوري الطفل الذي تحمله سيتم تسجيله كطفل غير شرعي في سجل عائلة المخرج تحت اسم زوجته أو يمكن للممثلة تسجيل الطفل في سجل عائلتها الخاص.